# Destructor Estelar clase Venator
El Crucero clase Venator (cazador en latín) es un vehículo perteneciente a la saga de Star Wars.
De 1.137 metros de largo, fue fabricado por Kuat Drive Yards. Siguiendo la línea de la nave de asalto de la República, el Acclamator, se inició la producción en masa de este enorme crucero de ataque republicano que fue diseñado por Lira Blisex. Además del tamaño, su armamento también superaba al de su predecesor, estando compuesto por 8 turbolásers pesados, 2 turbolásers duales medios, 52 cañones láser, 4 lanzaderas de torpedos de protones y 6 proyectores de rayos tractores. La República, tras un milenio de paz y bienestar, sufrió una transformación sin precedentes en unos pocos años al verse amenazada por los separatistas, y se convirtió en una maquinaria bélica formidable. Este crucero posee 4 potentes motores soblimicos que son capaces de impulsar al Venator y ser capaz de darle alcance a naves de bloqueo y cazas. También posee una aceleración de 3000 G y una velocidad máxima 975 km/h de en la atmósfera.

## Función
Además del transporte de carga y tropas clon, la principal función para la que esta nave fue diseñada era el combate naval aunque sus grandes hangares lo convertían en un gran portaaviones. El diseño triangular del casco acorazado se vio en esta ocasión modificado por dos cortes laterales (uno a cada lado) cercanos a la popa, con lo que la nave adquiría así el aspecto de una daga. Su armamento pesado le convertía en la máquina perfecta para atravesar los escudos y protecciones que pudieran tener las naves enemigas. El puente lo constituyen dos torres elevadas desde la parte trasera. La mitad delantera alberga en la parte superior un hangar desde el que despegan los cazas más modernos. En el chapado inferior de la nave también hay una bahía con la misma función, aunque es más pequeña. Estos cruceros de ataque formaron la línea de defensa de Coruscant durante la batalla sobre él, formando un enjambre en la atmósfera del planeta y encarando a las naves enemigas en muchas ocasiones a pocos metros. También sirvieron como naves de comando para los generales Jedi en misiones remotas, como la de Yoda en Kashyyyk. El Venator siguió en uso por el Imperio Galáctico en sus primeros días, para ser finalmente sustituido y dado de baja con la llegada de su modelo sucesor el Destructor estelar de clase Imperial.
Naves Conocidas:
- Guarlara
- Endrueza(Clone wars)

- Datos: Q10887084